# ريو كوارتو (قرطبة)
ريو كوارتو، قرطبة (مدينة) (بالإسبانية: Río Cuarto, Córdoba)‏ هي مدينة تقع في الأرجنتين في Río Cuarto Department.[بحاجة لمصدر] يقدر عدد سكانها بـ 159,706 نسمة ومساحتها 64.25 كم2 وترتفع عن سطح البحر 452 متر.

## المناخ
يظهر الجدول التالي التغييرات المناخية على مدار السنة لريو كوارتو:
| البيانات المناخية لـريو كوارتو              | البيانات المناخية لـريو كوارتو | البيانات المناخية لـريو كوارتو | البيانات المناخية لـريو كوارتو | البيانات المناخية لـريو كوارتو | البيانات المناخية لـريو كوارتو | البيانات المناخية لـريو كوارتو | البيانات المناخية لـريو كوارتو | البيانات المناخية لـريو كوارتو | البيانات المناخية لـريو كوارتو | البيانات المناخية لـريو كوارتو | البيانات المناخية لـريو كوارتو | البيانات المناخية لـريو كوارتو | البيانات المناخية لـريو كوارتو |
| الشهر                                       | يناير                          | فبراير                         | مارس                           | أبريل                          | مايو                           | يونيو                          | يوليو                          | أغسطس                          | سبتمبر                         | أكتوبر                         | نوفمبر                         | ديسمبر                         | المعدل السنوي                  |
| ------------------------------------------- | ------------------------------ | ------------------------------ | ------------------------------ | ------------------------------ | ------------------------------ | ------------------------------ | ------------------------------ | ------------------------------ | ------------------------------ | ------------------------------ | ------------------------------ | ------------------------------ | ------------------------------ |
| الدرجة القصوى °م (°ف)                       | 40.3 (104.5)                   | 39.7 (103.5)                   | 36.8 (98.2)                    | 34.9 (94.8)                    | 31.6 (88.9)                    | 29.5 (85.1)                    | 32.4 (90.3)                    | 37.0 (98.6)                    | 38.3 (100.9)                   | 41.2 (106.2)                   | 40.0 (104.0)                   | 42.9 (109.2)                   | 42.9 (109.2)                   |
| متوسط درجة الحرارة الكبرى °م (°ف)           | 28.9 (84.0)                    | 28.0 (82.4)                    | 26.3 (79.3)                    | 22.7 (72.9)                    | 19.0 (66.2)                    | 15.9 (60.6)                    | 15.5 (59.9)                    | 18.2 (64.8)                    | 20.5 (68.9)                    | 24.0 (75.2)                    | 26.5 (79.7)                    | 28.3 (82.9)                    | 22.8 (73.0)                    |
| المتوسط اليومي °م (°ف)                      | 22.9 (73.2)                    | 21.8 (71.2)                    | 20.1 (68.2)                    | 16.3 (61.3)                    | 12.7 (54.9)                    | 9.7 (49.5)                     | 8.9 (48.0)                     | 11.0 (51.8)                    | 13.6 (56.5)                    | 17.4 (63.3)                    | 20.1 (68.2)                    | 22.2 (72.0)                    | 16.4 (61.5)                    |
| متوسط درجة الحرارة الصغرى °م (°ف)           | 17.5 (63.5)                    | 16.6 (61.9)                    | 15.2 (59.4)                    | 11.5 (52.7)                    | 8.0 (46.4)                     | 4.9 (40.8)                     | 4.0 (39.2)                     | 5.6 (42.1)                     | 7.9 (46.2)                     | 11.6 (52.9)                    | 14.3 (57.7)                    | 16.6 (61.9)                    | 11.1 (52.0)                    |
| أدنى درجة حرارة °م (°ف)                     | 7.9 (46.2)                     | 5.7 (42.3)                     | −0.1 (31.8)                    | −1.9 (28.6)                    | −4.3 (24.3)                    | −7.6 (18.3)                    | −10.6 (12.9)                   | −4.9 (23.2)                    | −3.1 (26.4)                    | −0.5 (31.1)                    | 0.0 (32.0)                     | 4.5 (40.1)                     | −10.6 (12.9)                   |
| الهطول مم (إنش)                             | 144.5 (5.69)                   | 90.6 (3.57)                    | 107.8 (4.24)                   | 64.7 (2.55)                    | 31.5 (1.24)                    | 8.4 (0.33)                     | 14.5 (0.57)                    | 13.9 (0.55)                    | 40.1 (1.58)                    | 75.4 (2.97)                    | 128.7 (5.07)                   | 138.6 (5.46)                   | 858.7 (33.81)                  |
| متوسط أيام هطول الأمطار (≥ 0.1 mm)          | 9.5                            | 7.5                            | 8.2                            | 6.0                            | 3.9                            | 2.4                            | 3.3                            | 2.6                            | 4.7                            | 7.6                            | 9.1                            | 10.3                           | 75.1                           |
| متوسط الرطوبة النسبية (%)                   | 67.8                           | 70.2                           | 74.0                           | 72.9                           | 72.2                           | 70.9                           | 66.8                           | 60.2                           | 58.6                           | 60.8                           | 61.2                           | 63.8                           | 66.6                           |
| نسبة وصول أشعة الشمس                        | 53.2                           | 54.0                           | 53.0                           | 54.6                           | 52.3                           | 49.8                           | 48.8                           | 55.7                           | 54.0                           | 50.4                           | 51.2                           | 51.5                           | 52.4                           |
| المصدر #1: Servicio Meteorológico Nacional ‏ |                                |                                |                                |                                |                                |                                |                                |                                |                                |                                |                                |                                |                                |
| المصدر #2: Secretaria de Mineria (sun)      |                                |                                |                                |                                |                                |                                |                                |                                |                                |                                |                                |                                |                                |

## توأمة
لريو كوارتو (قرطبة) اتفاقيات توأمة مع:
- أبيلين

## أعلام
- فابريسيو فوينتيس
- مارتين هيريرا
- أندريس أيمار
- لوكاس سواريز
- بيدرو أوخينيو أرامبورو
- أليخاندرو سوكول
- مارينا وايزمان